# Salem Saeed Salem
Humaid Salmeen (Arabic:سالم سعيد سالم) (sinh ngày 6 tháng 9 năm 1996) là một cầu thủ bóng đá người Các Tiểu vương quốc Ả Rập Thống nhất. Hiện tại anh thi đấu cho Al Hamriyah.